# برياس (باد كاليه)
برياس، باد كاليه (بالفرنسية: Brias)‏ هي بلدية تقع في إقليم باد كاليه من منطقة نور با دو كاليه في شمال فرنسا. تبلغ مساحة هذه المدينة 7.74 (كم²)، وترتفع عن سطح البحر 160 م، يبلغ عدد سكانها 297 نسمة حسب إحصاء المعهد الوطني للإحصاء والدراسات الاقتصادية سنة 2009 م. وترأس Régis Mehl البلدية خلال فترة (2008-2014).